# Барисфера
Барисфера (др.-греч. βαρυς — тяжёлый, σφαιρα — шар) — внутренняя часть Земли, включающая ядро и промежуточную оболочку, или мантию. Центральная область планеты с глубины 2 900 км от поверхности. Иногда под барисферой понимают только ядро Земли.
Внутреннее строение барисферы устанавливается по данным изучения скорости прохождения сейсмических волн, указывающих на различную плотность вещества; последняя растёт к центру от 5,5 г/см³ до 12 г/см³. По состоянию вещества барисфера представляет собой массу условно железо-никелевого состав, находящегося под высоким давлением. Температура в барисфере достигает 2000-5000 °C, давление — 3,5 миллиона атмосфер.
Исторически существовало 3 гипотезы относительно состояния барисферы:
- Гипотеза газообразного состояния ядра основана на повышении температуры по мере углубления, в связи с чем в центре земного шара температуры должны быть очень высокими и вещества ядра переходят в газообразное состояние.
- Гипотеза жидкого состояния ядра выходит из физических законов, по которым при огромном давлении внутри Земли вещество должно находиться в жидком состоянии.
- Гипотеза твёрдого состояния ядра. Об её преимуществе свидетельствует большой удельный вес центральных частей Земли и большое давление, при котором вещество должно оставаться в твёрдом состоянии.

Современная геофизика исходит из теории двухслойного строения ядра Земли, где внешняя оболочка находится в жидком состоянии, а внутренняя — в твёрдом.